# 戲智科技
戲智科技股份有限公司（英語：BungBungame Inc.）是台灣的手機及平板電腦之應用程式、平板電腦設計開發公司。2003年由徐三泰創立。

## 公司產品
手機應用程式
- Hunting
- Omi JUMP環遊世界 Free

智慧型手機
- 2014年5月29日發表一款八核心、5吋的智慧型手機。[1]